# カイユウ
株式会社カイユウ（英: KAI-YOU inc.）は、東京都渋谷区に本社を置くメディアプロダクション。

## 概要
「すべてのメディアをコミュニケーション＋コンテンツの場」に編集、構築することを目的としたメディア、コンテンツの開発企業。法政大学文学部の同級生だった米村智水、新見直、武田俊らを中心に結成され、同人誌即売会や書店で独自流通を行っていた雑誌『界遊』の発行、編集母体が主となっている。
編集者、エンジニア、UI/UX/3DCGデザイナー、Webディレクター、アカウントプランナーなどで構成され、ポップカルチャー、特にアニメ作品や音楽コンテンツのWeb開発やイベント制作、プロモーション等の事業を行っている。
イベント「グレイトフル・ポップ」を主催している。バーチャルYouTuber「虹乃まほろ」が公式キャスターを務めていた。

## 沿革
- 2011年7月 - 合同会社として法人化
- 2013年3月15日 - ポップポータルメディア「KAI-YOU.net」をリリース
- 2014年12月1日 - 合同会社から株式会社に組織変更
- 2016年11月1日 - ストリートカルチャーに特化したYouTubeチャンネル「KAI-YOU Videos」をリリース
- 2019年3月27日 - サブスクリプション型メディア「KAI-YOU Premium」をリリース

## 主な事業
メディア事業、マーケティング事業、クリエイティブ事業を主要事業とし、自社を「ポップカルチャーの総合商社」と称している。

### メディア事業
- KAI-YOU（2013年 - ） - ポップポータルメディア
- KAI-YOU Videos（2016年 - ） - YouTubeチャンネル
- KAI-YOU Premium（2019年 - ） - 月額制サブスクリプション型ポップカルチャーメディア

### マーケティング事業
- KAI-YOU Marketing - プロモーション企画サービス

### クリエイティブ事業
- MILL（2021年） - Web構築をはじめとしたディレクションを行うデザインスタジオ

## 主な商品・企画・サービス

### 編集
- サイゾー 月刊版 8月号 －カルチャーページ等担当（2011年7月）
- 暫 -SHIBARAKU!- 2011 創刊号 アナログver.（2011年9月）
- aBUTTON －編集担当（2011年11月）
- DOMMUNE オフィシャルガイドブック2 －一部編集・ライティング（2011年12月）
- Voltagenation Magazine 02 －取材・構成（2012年1月）
- 大人の科学マガジン vol.33 －「Robot Cleaner HACK!!」担当（2012年1月）
- SWITCH（2012年2月号） －特集ページ 編集・ライティング（2012年1月）
- 第15回文化庁メディア芸術祭 受賞作品集 －編集協力（2012年2月）
- メディア芸術アーカイブス 15YEARS OF MEDIA ARTS －編集・ライティング（2012年3月）
- 文化時評アーカイブス 2011-2012 －一部座談会構成（2012年3月）
- Google+ Cover.Project －イラスト集編集・イラストレーター選定協力（2012年8月）
- SWITCH 特別編集号 2012 ソーシャルカルチャーネ申1oo The Bible －編集協力（2012年10月）
- 渡辺麻友『ヒカルものたち』（完全生産限定盤）イラストブック －コーディネート協力（2012年11月）
- 浜崎あゆみ『A Classical』 －イラストレーターコーディネート（2013年1月）
- Illustration 2014－一部編集・ライティング（2014年12月）
- SWITCH（2015年1月号） －特集ページ 編集・ライティング（2014年12月）
- MdN（2015年1月号）－一部 編集・ライティング（2014年12月）
- SWITCH（2015年7月号） －特集ページ 編集・ライティング（2015年6月）
- MdN（2015年12月号）－一部 編集・ライティング（2015年11月）
- CAPCOM『CAPCOM ING』オリジナルブックレット
- SWITCH（2016年1月号） －特集ページ 編集・ライティング（2015年12月）
- MdN（2016年4月号）－一部 編集・ライティング（2016年3月）
- SWITCH（2016年11月号） －特集ページ 編集・ライティング（2016年10月）
- SWITCH（2017年8月号） －特集ページ 編集・ライティング（2017年7月）
- Illustration 2017－一部編集・ライティング（2016年12月）
- Netflixオリジナルアニメ『DEVILMAN crybaby』－一部製作協力（2018年1月）
- SWITCH（2021年1月号） －特集ページ 編集・ライティング（2020年12月）
- オーイシマサヨシ 1stAL『エンターテイナー』特設サイト －インタビューページ 編集（2021年8月）

### デザイン
- アニメ「超訳百人一首 うた恋い。」－PV制作（2012年3月）
- 私立恵比寿中学『仮契約のシンデレラ』（通常盤）ジャケット－イラスト・デザイン（2012年4月）
- パナシェ!『キラメキ未来図』－ミュージックビデオ制作（2012年10月）
- 電波少女『FOOTPRINTZ』－ミュージックビデオ制作（2017年7月）
- 電波少女『A BONE feat. Jinmenusagi ＆ NIHA-C』－ミュージックビデオ制作（2017年10月）
- 電波少女『HEALTH』ジャケット－イラスト・デザイン（2017年10月）
- TENG GANG STARR『Dodemoii feat. Masayoshi Iimori』－ミュージックビデオ制作（2018年6月）
- ルミカ －TVCM制作（2019年7月）
- Guiano『透過夏 feat.理芽』 －ミュージックビデオ企画（2020年4月）
- 北九州市 移住促進PRポスター －ポスター企画・制作（2020年6月）
- 『ファイナルファンタジーXIV』フリートライアル イラストキャンペーン －アサイン・イラスト制作ディレクション（2020年9月）
- 北九州市 移住促進PRプロジェクト －イラスト・漫画の企画・制作（2021年3月）
- 北九州市 移住促進PRプロジェクト －動画・記事の企画・ディレクション（2021年4月）

### WEB
- ギルティクラウン Facebookウェルカムページ[6] 制作（2011年8月）
- VOTECLOUD（2012年1月）
- Recode × PROJECT-HYACCA 特設サイト[7] 制作（2012年3月）
- ニコニコ言論コロシアム 特設サイト[8] 制作（2012年4月）
- 超クリエイターズサミット 特設サイト[9] 制作（2012年4月）
- 超エンジニアミーティング 特設サイト[10] 制作（2012年4月）
- VOTECLOUD βバージョンリリース[11]（2012年9月）
- アニメ映画「ねらわれた学園」公式サイト[12] 制作（2012年11月）
- A-Sketch 公式サイト制作（2018年2月）
- パノラマパナマタウン「$UJI」特設サイト制作（2018年6月）
- さなり オフィシャルサイト制作（2019年5月）

### イベント
- STORY⇔HISTORY―ハイパーリアル時代の「物語」の可能性―（2011年7月）
- Recordsss!!!（2011年7月）
- ギークなガールの夏休み！[13]（2011年8月）
- 世界と遊ぶ！展[14]（2011年8月）
- Cypher Stream!（2011年9月）
- 震災後を語る――擬似的戦後の思想／文学（2011年10月）
- 今昔インターネット語り[15]（2011年11月）
- コミュニケーション／ゲームのダイナミクス（2011年11月）
- アニメーションの未来（2012年3月）
- 天狗 A NIGHT!![16]（2012年5月）
- 電書カプセルNight！[17]（2012年12月）
- POPisHere SelectShop（2017年1月）
- GREATFUL POP（2017年3月）
- POPisHere SelectShop Vol.2（2017年6月）
- OverFlowProject（2017年10月）
- 平成展（2018年8月）

### プロモーション
- テレビ東京『青春！LiveChannel』－ブレーン（2017年4月）
- NHK『#ジューダイ』－企画協力（2018年10月）
- 『デジモンアドベンチャーLAST EVOLUTION絆』×『VANQUISH』 －企画・ディレクション（2020年2月）